# Burg Matzersreuth

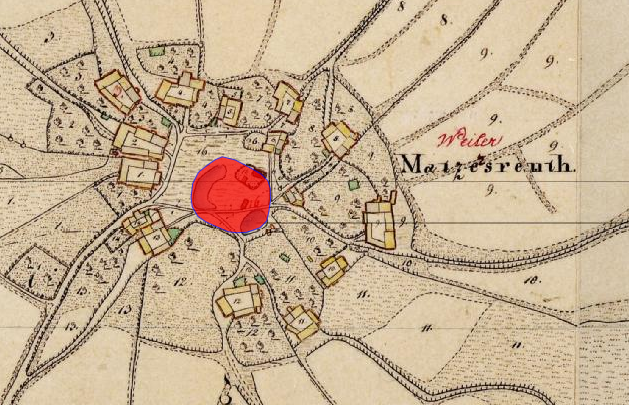
Lageplan von Burg Matzersreuth auf dem Urkataster von Bayern

Die abgegangene Burg Matzersreuth lag im gleichnamigen Ortsteil Matzersreuth der Oberpfälzer Stadt Tirschenreuth  im Landkreis Tirschenreuth. Die Anlage wird als Bodendenkmal unter der Aktennummer D-3-6140-0097 im Bayernatlas als „mittelalterlicher Burgstall“ geführt. 

## Geschichte
Der Ort wurde vermutlich bereits 1185 in einer päpstlichen Schutzurkunde von Papst Urban III. für den Besitz des Klosters Waldsassen als „Mehtilderute“ genannt. Der Ort selbst dürfte von den Schweinfurter oder Diepoldinger Grafen im 11. Jahrhundert gegründet worden sein.
K
Die erste sichere Erwähnung von Ort und Burg war 1390, als Bernhard, Hans und Erhard, die Söhne des Egerer Bürgers Heinrich Schirndinger, ihren „gemauert sitz zu Metzleinsreuth“, an den Kaplan des Klosters Jakob Eppenreuter verkauften. Nach dem Übergang an das Kloster verfiel nach 1390 die Burg, die kein Gerichtssitz war.

## Burg Matzersreuth heute
An die Burg erinnert der winkelförmig angelegte Dorfteich inmitten des Ortes, zu dem noch ein weiterer Teich unterhalb des Feuerwehrhauses gehört hat. Der erhaltene Weiher wird von einem Damm begleitet. Aufgrund der Teiche ergibt sich ein möglicher Ringgraben, der eine Insel von 50 × 40 m umschlossen haben könnte. Diese ragt einen Meter über den Teich hinaus. Der winkelförmige Teich wurde in neuerer Zeit immer wieder aufgeschüttet, sodass die ursprüngliche Anlage nicht mehr zu erkennen ist.